# Ри, Уинстон Черчилль
Уинстон Черчилль Ри (англ. Winston Churchill Rea), также известный как Уинки Ри (англ. Winkie Rea / Winky Rea; 18 января 1951 — 1 декабря 2023) — североирландский политический деятель, сторонник идеологии ольстерского лоялизма, лидер военизированной организации «Коммандос Красной Руки» — незаконного вооружённого формирования, причастного к ряду перестрелок и терактов. Участник конфликта в Северной Ирландии с самой ранней его стадии.

## Ранние годы
Уинстон Черчилль Ри родился 18 января 1951 года в Белфасте в семье протестантов, вырос на Шенкилл-Роуд. В дальнейшем был известен под именем «Уинки» (англ. Winkie). После начала «горячей фазы» противостояния католиков и протестантов в Ольстере его родители из соображений безопасности уехали в Австралию. Сам Ри в юности посещал митинги Иана Пейсли, одного из видных юнионистов. Доподлинно неизвестно, с какого года он оказался в рядах организации «Коммандос Красной Руки», основанной в 1970-е годы и имевшей близкие отношения с Ольстерскими добровольческими силами. Однако вскоре Ри возглавил организацию, сменив на этом посту Джона Маккига.
Во время пребывания в рядах Коммандос Ри познакомился с Элизабет Спенс, дочерью лидера Ольстерских добровольческих сил Гасти Спенса, который на тот момент находился в заключении в тюрьме Мэйз. В апреле 1972 года он посетил её отца в тюрьме и получил от него благословение на брак. По случаю свадьбы Ри и Элизабет 1 июля Спенс получил право провести два дня на свободе, но по возвращении в тюрьму был похищен двумя членами Коммандос Красной Руки. Как позже выяснилось, похищение было частью подставной операции, в ходе которой Спенс должен был остаться на свободе: к этому «похищению» был причастен племянник Спенса Фрэнки Карри.

## Тюремное заключение и политика
18 февраля 1973 года в Западном Белфасте, где проживали католики, на улице Диви-Стрит были расстреляны из проезжавшей мимо машины почтальоны Майкл Коулмен (англ. Michael Coleman) и Дэвид Макэлиз (англ. David McAleese), ирландцы-католики. По обвинению в покушении был арестован Уинстон Черчилль Ри, который, по версии следствия, подогнал к месту преступления два автомобиля и затем увёл их оттуда. Ему также инкриминировали незаконное хранение оружия — пистолета-пулемёта Sterling L2, из которого были убиты Коулмен и Макэлиз. Ри свою вину не признавал: суд Диплока приговорил его к 8 годам тюрьмы. Хотя формально Ри был связан с Коммандос Красной Руки, его отправили отбывать наказание в то же крыло тюрьмы Мэйз, где сидел и Спенс. В 1979 году Уинстон Ри и ещё ряд лидеров Коммандос Красной Руки основали Прогрессивную юнионистскую партию.
В 1981 году Ри был освобождён из тюрьмы, а в том же году появился в эфире программы Counterpoint на Ольстерском телевидении, выразив своё несогласие с политикой Иана Пейсли, свернувшего с «пути Карсона», и призвав молодёжь не поддерживать Пейсли. Позже он организовал молчаливый протест против деятельности Пейсли, установив плакат рядом со своим домом на Карлайл-Серкус (англ. Carlisle Circus), в самом конце Крамлин-Роуд, со словами «Помните узников-лоялистов, ведь половина из них — бывшие оранжевые» (англ. Remember the loyalist prisoners for after all 50 per cent of them are ex-Orangemen).

## Перемирие
В 1994 году Ри участвовал в ведении переговоров в составе Объединённого военного командования лоялистов о прекращении огня. В 1996 году он баллотировался от Прогрессивной юнионистской партии в Североирландский Форум, будучи последним кандидатом в списке основных кандидатов партии на места в Форуме, но не был избран. В 1998 году он вошёл в состав делегации той же партии для подписания Белфастского соглашения.

## Дальнейшие события
В 1998 году Ри был арестован по подозрению в убийстве Фрэнки Карри, бывшего члена Коммандос Красной Руки, который породнился с Ри после свадьбы последнего. После непродолжительных допросов его отпустили без предъявления обвинений. В 2000 году во время разборок фракций лоялистов дом Ри был разграблен членами роты C Ольстерских борцов за свободу во главе с Джонни Адэром: значительная часть имущества была уничтожена. Спустя несколько лет командира роты C Мо Кортни (англ. Mo Courtney) на улице избил один из членов Коммандос Красной Руки.
Ри основал 1-й Шенкиллский клуб болельщиков Северной Ирландии — фан-клуб национальной футбольной сборной — и занял там должность казначея. В 2011 году он присутствовал на поминках Микаэлы Макариви — дочери тренера команды Тирона по гэльскому футболу Микки Харта и жены игрока в гэльский футбол Джона Макариви, которая была убита 10 января 2011 года во время медового месяца на острове Маврикий. На поминках Ри обнялся с заместителем первого министра Северной Ирландии, в прошлом деятелем ИРА Мартином Макгиннессом.
В 2012 году Ри высказался против выхода игроков футбольной сборной Ирландии на матч чемпионата Европы против Италии 18 июня с траурными чёрными повязками, символизировавшими траур по жертвам теракта в Лохинайленде (в теракте обвинялись члены Ольстерских добровольческих сил, однако полиция даже не установила имена подозреваеых).

### «Белфастский проект»
В 2015 году полиция попыталась заполучить доступ к аудиозаписям интервью, осуществлённым в Бостонском колледже, которые могли быть использованы в расследовании деятельности самого Ри. Полиция заявила, что Ри попытался запретить передачу записей полиции, и дополнила, что в его отношении велось расследование по поводу «тягчайших преступлений». Упомянутые полицией записи интервью были сделаны в рамках так называемого «Белфастского проекта», организованного Бостонским колледжем и представлявшего собой запись на носители интервью ольстерских лоялистов и ирландских республиканцев, в ходе которых каждый рассказывал о своей жизни и деятельности во время конфликта. Аудиозаписи уже оказывались объектом пристального внимания, когда полиция попыталась заполучить часть записей, расследуя убийство Джин Макконвилль. В феврале 2015 года суд постановил предоставить полиции доступ к записям.
В июне 2016 года после детального изучения аудиозаписей полиция арестовала Ри, предъявив ему обвинения в 12 преступлениях, среди которых были убийство двух католиков во время конфликта, два случая подготовки покушений на убийство, членство в незаконном вооружённом формировании (Коммандос Красной Руки) и ряд других преступлений. В частности, Ри инкриминировалось убийство 37-летнего Джона Девайна (англ. John Devine) 23 июля 1989 года на Фолссуотер-Стрит (отца трёх детей расстреляли на глазах у сына) и 41-летнего Джона О'Хара (англ. John O’Hara) 17 апреля 1991 года (работавший таксистом О'Хара был застрелен двумя неизвестными в масках). Также его подозревали в подготовке покушения на лидера Лоялистских добровольческих сил Билли Райта в апреле 1996 года, в незаконном хранении автомата Калашникова, трёх револьверов, 9-мм пистолета Browning и другого оружия. Виновным себя по каким-либо из пунктов обвинения Ри не признал. В связи с пандемией COVID-19 судебное следствие было отложено на неопределённый срок.

## Смерть
Находившийся под следствием Уинстон Черчилль Ри скончался 1 декабря 2023 года, неделю спустя после смерти своей супруги. На её похоронах он не мог присутствовать по состоянию здоровья, которое было расшатано коронавирусом и другими болезнями. В браке с Элизабет у них родились дети Колин, Полин и Кристин. Внуки — Дин, Дэнил, Лиа, Льюис, Коннор, Райан, Анна, правнуки — Дилан, Доусон, Арайя, Фредди, Дженсон, Джейден. Прощание состоялось 7 декабря 2023 года в доме 1 по Кроссленд-корт, в тот же день его кремировали в крематории Розлоун.